# .308 Winchester

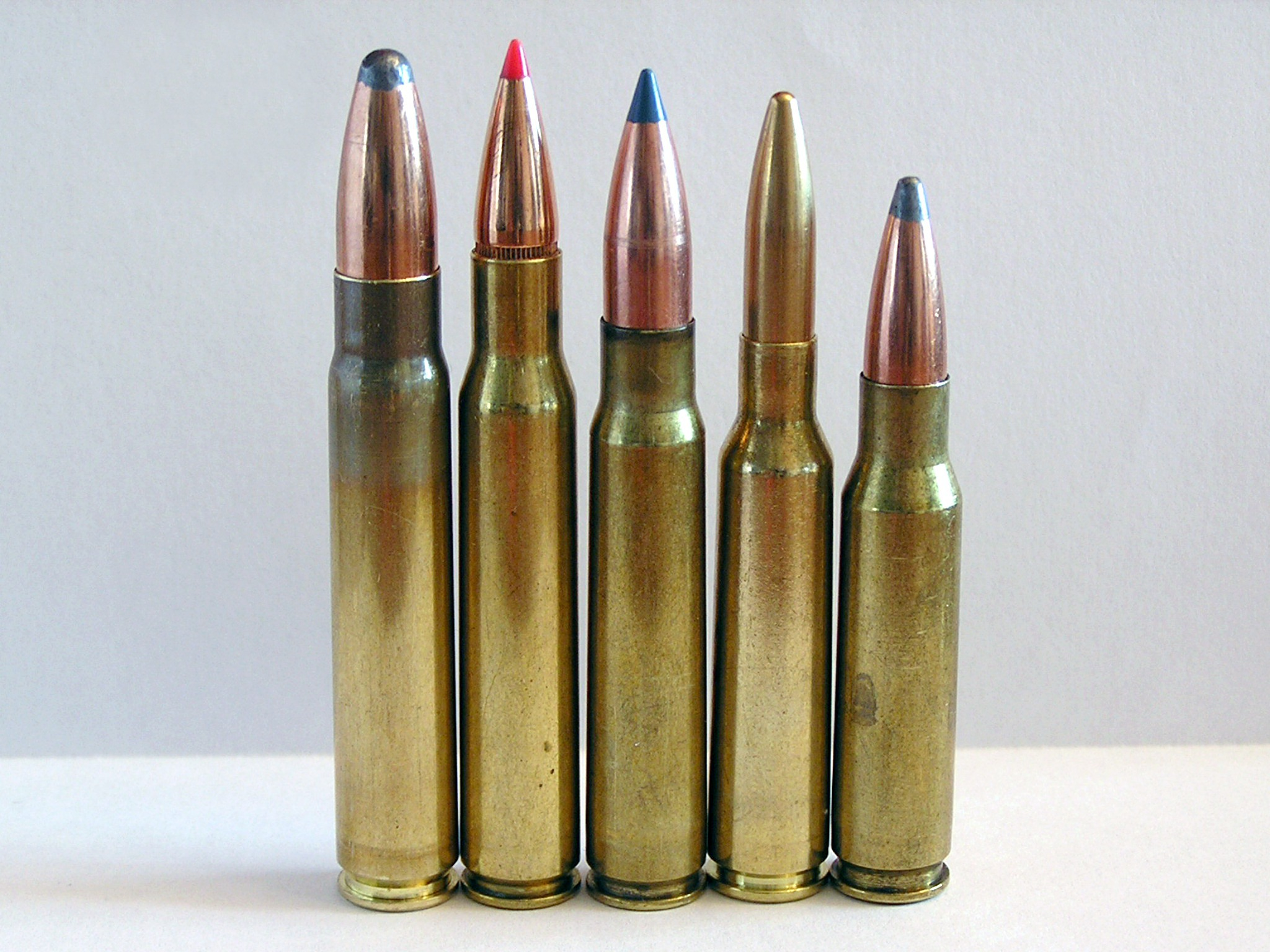
D'esquerra a dreta els cartutxs 9,3 x 62 mm, .30-06 Springfield, 7,92x57 mm IS, 6,5 x 55 i .308 Winchester.

El .308 Winchester (.308 Win) és un model civil de  cartutx per a fusells que és alhora una versió del cartutx militar 7.62x51 mm OTAN. El .308 Winchester va ser introduït al mercat l'any 1952, ja que anys abans que l'OTAN adoptés l'ús del cartutx 7.62x51 mm. La companyia nord-americana Winchester va començar a promocionar i comercialitzar el .308 Win per al mercat de fusells de caça. Des de llavors aquesta munició s'ha convertit en la més popular per a la caça de peces grosses arreu del món. També és àmpliament utilitzada per als rifles de precisió dels cossos policials i tir de precisió.
Tot i que és molt similar al 7.62x51 mm OTAN, no són cartutxs idèntics i el seu ús en armes específiques d'un o altre pot causar diferències en les seves prestacions. Tot i això és seu ús intercanviable (per exemple utilitzar .308 Winchester en un fusell militar amb recambra per a 7.62x51 mm) és considerat un procediment segur segons Sporting Arms and Ammunition Manufacturers Institute (SAAMI).

## Dimensions i disseny del cartutx
Dimensions màximes dels cartutxs .308 Winchester segons les especificacions C.I.P.
El disseny del .308 Winchester permet una càrrega màxima de pólvora propel·lent de 3.64 ml (56.0 grans). Els eu perfil exterior va ser dissenyat per assegurar la fiabilitat en la recàrrega i extracció dels cartutxs tant en fusells com metralladores i en condicions extremes.
El ratllat comú és de 4 solcs, amb un diàmetre intern de 7.62 mm i un dels solcs de 7.82 mm. El ràtio de gir (distància que cobreix el cartutx dins del canó ratllat per a una revolució completa) és de 305 mm. Per altra banda el pistó és de percussió del tipus llarg per a fusell. Segons les especificacions oficials una beina del .308 Winchester pot suporta fins a 415 MPa (60,190 psi) de pressió.

## Usos i prestacions
El cartutx .308 Winchester és una de les municions de fusell per a caça més utilitzades arreu del món. Té prou potència per abatre animals mitjans i grans. A Nord Amèrica és utilitzant extensament per a la caça del cérvol o l'antílop i, ocasionalment, per a grans preses com el ren o l'ós negre americà. Al continent africà i també a Europa el .308 Win també és molt utilitzat pels caçadors.
El .308 Winchester té una caiguda a llarg abast major que la del .30-06 Springfield, ja que té una velocitat de vol menor (100 ft/s) en la majoria de casos.